# Via Cozia
La via Cozia (chiamata anche via Coziana o via delle Gallie) era un'antica strada romana che congiungeva Augusta Taurinorum (oggi Torino) con Vapincum (Gap, in Francia), risalendo la Val di Susa, attraversando le Alpi al Monginevro, e quindi discendendo la valle della Durance. Parte del tracciato si sovrappone al tratto montano della via Domizia.

## Storia

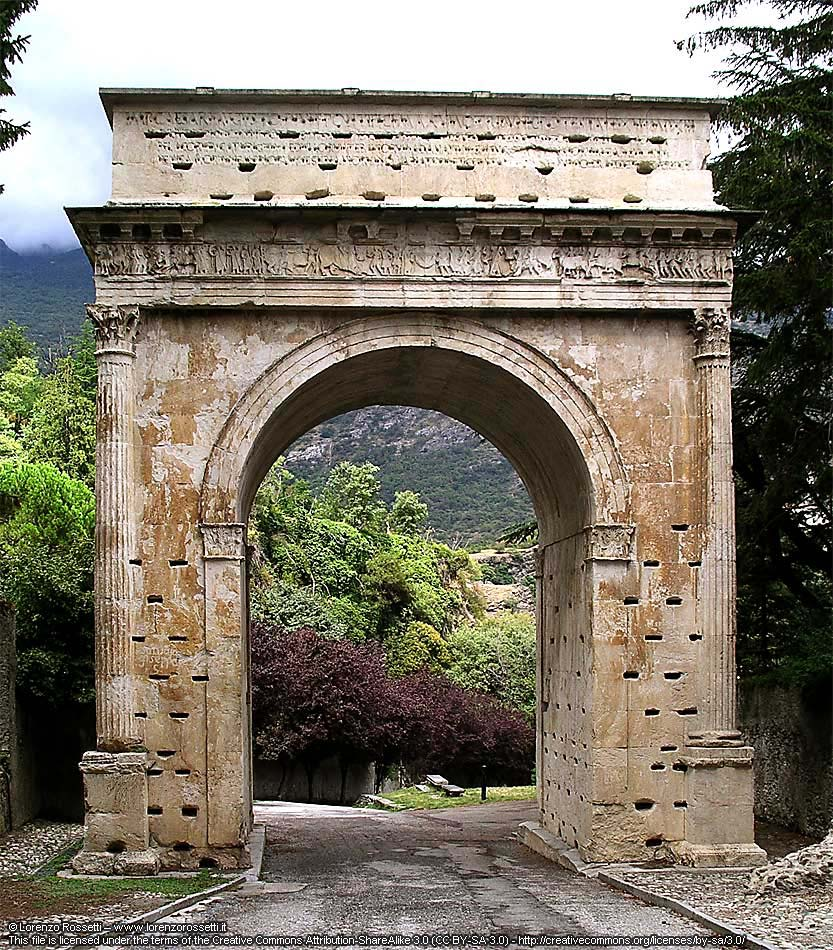
A Segusium, antica capitale delle Alpes Cottiae probabilmente la Via Cozia passava attraverso l'arco di Augusto a Susa

Già in epoca neolitica esisteva un intenso commercio transalpino tra la Pianura padana e la fossa del Rodano; questo si svolgeva stagionalmente, quando i passi alpini erano praticabili.
Con l'arrivo dei Romani in Italia settentrionale e in Provenza (inizi del II sec. a.C.), questa via di comunicazione divenne di straordinaria importanza, in quanto costituiva uno dei pochi collegamenti praticabili tra le due regioni (le vie attraverso la Val d'Aosta erano ancora insicure a causa della forte opposizione dei Salassi). Diversamente, i Cozii decisero di approfittarne, stringendo buone relazioni con i Romani e sviluppando una via di comunicazione sul tracciato degli antichi sentieri preesistenti.
Quando Giulio Cesare attraversò le Alpi (58 a.C.) fu facilitato, non solo dagli accordi con i Cozii, ma anche da una strada (per quanto primitiva) efficace. Fu peraltro merito suo intuirne pienamente le potenzialità, e chiedere dal regnante Cozio I di realizzare una strada basolata.
La cooperazione tra Cozii e Romani continuò, fino a sfociare in una vera e propria alleanza (culminata con il trattato del 13-12 a.C. con Cesare Augusto). Si formò un piccolo regno/protettorato indipendente, il cosiddetto regno dei Cozii prospero, grazie soprattutto ai proventi del commercio transalpino (i dazi sulla merce di passaggio). Nel 5 a.C. la via Cozia era ormai completata secondo gli evoluti standard romani e di uso comune, sia per gli impieghi militari, che civili.
La via Cozia non sopravvisse al periodo successivo la caduta dell'Impero romano d'Occidente. Tre sono i fattori concomitanti che ne hanno portato la scomparsa:
1. la scomparsa del commercio a lungo raggio, che non rendeva economicamente sostenibile la manutenzione di una grande opera viaria;
2. le periodiche alluvioni di fondovalle e frane montane, che danneggiavano e/o ne seppellivano il tracciato;
3. il riutilizzo del materiale lapideo per le nuove costruzioni (ancora oggi se ne possono rinvenire resti, integrati in edifici più recenti).

L'antica via di comunicazione risorse parzialmente come ramo meridionale della famosa via Francigena, usata dai pellegrini del nordeuropa per raggiungere Roma e gli imbarchi per la Terra Santa.

## Percorso
Con il trascorrere dei secoli il tracciato preciso è andato perduto, ma, grazie alle citazioni degli itinerari d'epoca (es. l'Itinerarium burdigalense), ci sono note le principali tappe:
- Augusta Taurinorum (Torino), colonia romana dal 28 a.C., ma già castrum romano dopo la seconda guerra punica (inizio II sec. a.C.);
- Ad Quintum (presso Collegno), la mansio al quinto miglio;
- Ad Octavum (presso Rivoli), la mansio all'ottavo miglio;
- Ocelum/Ad Fines (presso l'attuale Avigliana), punto di scambio presso il limes che separava il regno dei Cozii, dai territori controllati direttamente dai Romani;
- Segusio (Susa), la capitale del regno dei Cozii, sottopassandone l'arco di Augusto;
- Mons Matrona, il passo del Monginevro;
- Brigantium (Briançon);
- Eburodunum (Embrun);
- Vapincum (Gap).

## Testimonianze
L'unico tratto integro attualmente ritrovato, è stato scoperto in uno scavo a Susa, agli inizi del XX secolo.
Il tracciato dell'antica strada è in parte intuibile grazie ai resti degli insediamenti romani che si sviluppavano lungo il suo percorso e che sono nel tempo stati ritrovati da storici e archeologi.
 
Sono esempi:
- le tombe del I e del II secolo d.C. ritrovate a Rivoli, probabilmente posizionate a lato della strada
- le strutture d'accoglienza ritrovate ad Avigliana
- i resti della villa romana di Villar Dora
- il "tempio del Maometto" (in realtà il dio Silvano) a Borgone Susa.